# Aristylle
Pour les articles homonymes, voir Aristillus.
Aristylle de Samos, en grec ancien Ἀρίστυλλος, probablement mort vers -280, était un astronome grec. Il a créé le tout premier catalogue d'étoiles du monde occidental vers l'an -300 avec l'aide de Timocharis d'Alexandrie. Il travaillait à la Bibliothèque d'Alexandrie.